# Adyáko Benti Basiton
Adyáko Benti Basiton, ook bekend als Boston Bendt, was een slaaf die van Jamaica naar Suriname werd gedeporteerd. In Suriname onttrok hij zich aan de slavernij en vestigde zich in het woongebied van de marrons, van waaruit hij in 1757 samen met andere marrons de grote slavenopstand aan de Tempatikreek leidde. 
Op Jamaica had hij leren lezen en schrijven. Hiermee was hij een uitzondering onder de slaven en marrons in Suriname. Hij schreef pamfletten die de Aukaners achterlieten bij aanvallen op plantages, en waarin zij de planters en het koloniaal bestuur lieten weten dat zij alleen zouden ophouden met hun vrijheidsstrijd als zij werden erkend als vrije natie. 
Later had Boston Bendt een belangrijke inbreng bij de totstandkoming van de vredesverdragen tussen de koloniale overheid en respectievelijk de Aukaners en de Saramaccaners in 1760 en 1762. Hij plaatste kanttekeningen bij zes van de artikelen van het conceptverdrag van 1760 en breidde het verdrag uit van zeven naar negen artikelen.